# Ivan Heshko
Ivan Heshko (Ucrania, 19 de agosto de 1979) es un atleta ucraniano, especialista en la prueba de 1500 m, en la que ha logrado ser medallista de bronce mundial en 2003.

## Carrera deportiva
En el Mundial de París 2003 ganó la medalla de bronce en los 1500 metros, con un tiempo de 3:33.17 segundos, quedando tras el marroquí Hicham El Guerrouj (oro) y el francés Mehdi Baala (plata).